# Ricardo Rodríguez (baseball, 1992)
Pour les articles homonymes, voir Ricardo Rodríguez et Rodríguez.
Ricardo José Rodríguez (né le 31 août 1992 à Maracay, Aragua, Venezuela) est un lanceur droitier des Rangers du Texas de la Ligue majeure de baseball.

## Carrière
Ricardo Rodríguez signe son premier contrat professionnel en décembre 2010 avec les Rangers du Texas. 
Il fait ses débuts en ligues mineures en 2011 et joue deux ans pour un club-école des Rangers en République dominicaine avant de rejoindre un autre de leurs affiliés aux États-Unis en 2013. Sa progression vers les majeures est ralentie par une blessure au bras qui le limite à 7 matchs joués en 2015 et lui fait rater toute la saison 2016 à la suite d'une opération Tommy John.
De retour au jeu en 2017, Rodríguez est le stoppeur des Down East Wood Ducks de la Ligue de Caroline au niveau A+ des ligues mineures et connaît une séquence où il retire 45 frappeurs adverses de suite (à titre de référence, le record des majeures est de 46) au cours du mois de juin, ce qui lui vaut une promotion au niveau Double-A chez les RoughRiders de Frisco. 
Il fait ses débuts dans le baseball majeur avec les Rangers du Texas le 14 août 2017 comme lanceur de relève contre les Tigers de Détroit.